# Musik Produktion Schwarzwald
Die Musik Produktion Schwarzwald (MPS) ist ein deutsches Plattenlabel aus Villingen im Schwarzwald, das vor allem wegen seiner Jazzproduktionen mit Musikern aus aller Welt bekannt wurde.

## Geschichte
Hervorgegangen ist MPS 1968 aus dem Schallplattenlabel des Rundfunkgeräteherstellers SABA, das seit 1963 in Villingen von Hans Georg Brunner-Schwer betrieben wurde. Gemeinsam mit Joachim-Ernst Berendt, Willi Fruth, Achim Hebgen u. a. war Brunner-Schwer als Produzent und Toningenieur im hauseigenen Tonstudio tätig. Einige Produktionen entstanden in privater Atmosphäre im Wohnzimmer der Villa des Labelgründers.
Veröffentlicht wurden neben eigenen Produktionen im MPS-Studio auch Aufnahmen von verschiedenen Jazzfestivals wie den Berliner Jazztagen, den Donaueschinger Musiktagen oder dem New Jazz Meeting Baden-Baden. Vereinzelt veröffentlichte MPS auch in Lizenz Aufnahmen US-amerikanischer Jazzlabels. Für Prestige übernahm MPS 1968 kurzzeitig sogar den Vertrieb in Deutschland.
Neben der hohen Aufnahmequalität der MPS-Produkte waren auch die ansprechende Gestaltung der Schallplattenhüllen, sowie die Angaben über Künstler, Instrumentierung und Spieldauer eine Markenzeichen des Labels.
Im September 2018 fanden unter dem Titel 50 Jahre MPS verschiedene Veranstaltungen in Villingen statt, darunter Konzerte mit den Brüdern Rolf und Joachim Kühn sowie mit Rob Mazurek und seiner Band Immortal Birds Bright Wings, sowie dem britischen DJ Funki Porcini.
Nach Zerwürfnissen zwischen dem Studio-Eigentümer und Gebäudebesitzer Berhold Käfer, dem Sohn des Firmengründers Mathias Brunner-Schwer, sowie dem „Förderverein MPS-Studio“ von Friedhelm Schulz hat Ende 2022 der neu gegründete Verein „MPS-Studio e. V.“ das Studio übernommen.
Im Mai 2023 eröffnet im Franziskanermuseum in Villingen die Ausstellung Mythos Saba – Erinnerungen an ein Weltunternehmen mit einem Begleitprogramm, das vom MPS-Studio und dem Jazzclub Schwenningen betreut wird. Die Ausstellung widmet sich dem Doppeljubiläum, das einerseits die Geburtsstunde des Rundfunks in Deutschland feiert, aber auch an den Start der Herstellung von Teilen für Radiogeräte wie Spulen und Drehkondensatoren durch die August Schwer Söhne Metallwaren-Fabrik erinnert, der Beginn der Schwarzwälder Apparate-Bau-Anstalt im Jahre 1923.

## Musikstile, Interpreten
Zu den bei MPS veröffentlichten Jazz-Interpreten zählen Oscar Peterson, Hans Koller, Horst Jankowski, George Duke, Erwin Lehn, Volker Kriegel, Albert Mangelsdorff, die Singers Unlimited und Wolfgang Dauner. Darüber hinaus gehörten neben der Kenny Clarke/Francy Boland Big Band auch Jean-Luc Ponty, Lee Konitz, Charlie Mariano, Alphonse Mouzon, Monty Alexander oder Dave Pike zu den häufig präsentierten Künstlern. Die stilistische Breite ist dabei bemerkenswert, reicht sie doch von Dixieland und Swing über Jazz Rock bis hin zu Free Jazz. In der von Joachim Ernst Berendt ins Leben gerufenen Reihe „Jazz meets the World“ trafen Jazzgrößen wie Tony Scott oder George Gruntz mit Musikern aus Bali oder Indien zusammen und standen somit Pate für eine Musikrichtung, die später als Weltmusik die Musikgeschichte bereicherte. Nicht zu vergessen die Genre überschreitenden Projekte mit dem österreichischen Pianisten Friedrich Gulda, die die Grenze zwischen Jazz und Klassik auflösten.
Neben den Aufnahmen mit Jazzmusikern, widmete sich Brunner-Schwer mit MPS aber auch umfassend der (oftmals regionalen) traditionellen Folklore und Klassik. So entstanden unter seiner Regie Aufnahmen mit den Nürnberger Symphonikern mit Werken von Max Reger. Mit Musikern des Orchesters und Chors des Südwestfunks spielte Brunner-Schwer verschiedene Werke Alter Musik auf traditionellen Instrumenten genauso ein, wie z. B. Beethovens Bonner Lieder (mit Max van Egmond und Wilhelm Krumbach).
Einen weiteren Schwerpunkt im Repertoire des Labels bildeten Einspielungen kirchlicher Musik. Mit der Birnauer Kantorei entstanden u. a. in der Klosterkirche Birnau Aufnahmen mit Werken von Haydn, Bach oder auch F.X. Richter. Mit den Organisten Konrad Philipp Schuba und Kurt Rapf wurden umfangreiche Aufnahmen, sowohl an heimischen Orgeln wie in der Frauenkirche in München, oder dem Münster zu Freiburg, aber auch in Österreich, der Schweiz und in den USA realisiert.
Nachdem Christian Kellersmann 2015 MPS als Jazzlabel für Edel:Kultur reaktivierte, erscheinen dort nach über 30 Jahren erstmals wieder neue Aufnahmen von KhaliféSchumacherTristano, Rolf Kühn, Hamilton de Holanda, Lisa Bassenge, Baden Powell, Malakoff Kowalski, Malia, Barbara Dennerlein, China Moses und Erik Leuthäuser.

## Das Studio
Bereits 1923 richtete Werkseigner Hermann Schwer auf dem SABA-Gelände ein erstes Tonstudio ein, das dem damals neuesten Stand der Technik entsprochen haben soll. Später zog das Studio in ein externes Gebäude – der Richthofenstraße 1 – um, und ab 1958 entstanden dort unter der Aufsicht von Hans Georg Brunner-Schwer Aufnahmen, die später auf dem hauseigenen Label Saba-Schallplatten veröffentlicht wurden.
Lange bevor aus dem Saba-Studio das MPS-Studio wurde, experimentierte Hans Georg Brunner-Schwer mit der stereofonen Aufnahme- und Wiedergabetechnik, die in den 60er Jahren immer populärer wurde und in dem Tontechniker wie Musiker ganz neue Möglichkeiten entdeckten. Vor allem der Klang eines Pianos und wie man ihn stereofonisch als Teil eines Ensembles am besten abbildete, war für Hans Georg Brunner-Schwer, der selbst Pianist war, die entscheidende Frage. Seine Idee, die Mikrofone im Innern des Instruments zu platzieren und dem Hörer auf diese Weise praktisch dasselbe Hörerlebnis bieten zu können, wie es der Pianist selbst erfährt, war bis dahin einzigartig und mit verantwortlich für den ganz eigenen Klangcharakter des Studios.
Im Laufe der Jahre wurde das knapp 100 m² große Studio immer weiter aus- und umgebaut. Mit Technik von Siemens und Telefunken, Mikrofonen von Neumann, Tonbandgeräten von Ampex und Telefunken war das Studio immer auf dem neuesten Stand. Zuletzt wurde in Eigenarbeit ein Mischpult in SITRAL-Kassetten-Technik (Silizium-Transistor-Planar) mit 24 Kanälen erbaut, mit dem in naher Zukunft wieder in analoger Qualität gearbeitet werden kann.
Das Aufnahmestudio in Villingen wurde 2011 „aufgrund seiner Originalität und Integrität, des besonderen Seltenheitswertes einiger Stücke und des generellen dokumentarischen Wertes“ zum Kulturdenkmal erklärt.
Neben den Konzerten, die zum 50. Jubiläum des Labels im MPS-Studio stattfanden, gab es dort am 23. November 2018 einen Auftritt der jungen deutschen Band Fluchtpunkt.
Im Frühjahr 2019 nahm Julia Kadel als erste Musikerin seit beinahe 40 Jahren im Originalstudio wieder ein Album für das Label MPS Records auf.
Seit September 2022 ist das denkmalgeschützte Studio unter neuer Führung aktiv im Bereich Archivarbeit, Führungen und Studioaufnahmen.

## Vertrieb
Von 1968 an vermarktete MPS sich im Eigenvertrieb, hatte als Partner jedoch die DGG an ihrer Seite, die für die Fertigung der Schallplatten verantwortlich war.
Ab 1971 übernahm die Ludwigshafener BASF mit ihrem Tonträgerzweig den Vertrieb. Mit BASF hatte MPS erstmals die Möglichkeit auch in Übersee seine Produkte anzubieten.
Nachdem BASF seine defizitäre Tonträgerabteilung geschlossen hatte, wurde MPS ab April 1976 von der Metronome Musik GmbH Hamburg als Sublabel vermarktet, was den Vertrieb über Phonogram (später Polygram) einschloss.
1983 verkaufte Brunner-Schwer das Label an den PolyGram-Konzern, der MPS der Polydor angliederte. Ab 1994 brachte die neu gegründete Motor Music einzelne Aufnahmen auf CD heraus. 1999 übernahm Universal Jazz im UMG-Vertrieb das MPS-Programm.
Im Jahr 2000 verlegte Speakers Corner Records einzelne MPS-Alben in Lizenz neu als Schallplatten mit Originalcovern.
Im Januar 2014 erwarb die Edel AG den MPS-Katalog und machte große Teile des MPS-Katalogs auch digital verfügbar. Streaming- als auch Download-Angebote gibt es über alle gängigen Anbieter wie Spotify, Amazon, Deezer oder iTunes.
Im Sommer 2021 brachte das unabhängige britische Jazzlabel Wallen Bink ein Set bestehend aus 10 Singles mit Saba- und MPS-Aufnahmen auf den Markt, das unter dem Namen Black Forest 45s vermarktet wurde. Darunter u. a. Aufnahmen von Wolfgang Dauner, George Duke, Nathan Davis oder Roland Kovac. Die Tonträger wurden in den Londoner Abbey Road Studios von Sean Magee gemastert und in Diepholz von der Schallplattenfabrik Pallas gefertigt.

## Prestige Records
Im Jahr 1967 konnte Brunner-Schwer ein Vertriebsabkommen mit dem US-amerikanischen Jazz-Label Prestige Records abschließen. Das 1949 von Bob Weinstock gegründete Label konnte damit zum ersten Mal seine Künstler in Deutschland und Österreich anbieten. Die Schallplatten wurden unter dem Label SABA/Prestige, bzw. ab 1968 MPS/Prestige angeboten. Im Februar/März 1967 erschien ein erster Posten mit 40 Schallplatten von frühen Aufnahmen des Labels, darunter auch mit Aufnahmen von Thelonious Monk, Miles Davis, Sonny Rollins und John Coltrane aus den 1950er Jahren. Der zu dieser Zeit populäre Soul-Jazz konnte mit Künstlern wie Bobby Timmons, Morris Nanton, Richard „Groove“ Holmes angeboten werden, Künstler, die davor in den deutschen Schallplattenläden kaum zu finden waren. Im Gegenzug konnte Brunner-Schwer einige seiner Produktionen über Prestige in den USA anbieten. Im Laufe des Jahres 1969 endete die Zusammenarbeit der beiden Labels. Erst 1972 fand sich mit Bellaphon für Prestige ein neuer Vertriebspartner in Deutschland.

## Dokumentarfilme
- 2006: MPS – Jazzin' the Black Forest, Deutschland/Schweiz, 91 Min., Buch (mit Kathrin Brunner-Schwer, Claudia Mützelfeldt) und Regie: Elke Baur, Produktion: Tiger TV/Broadcast/Carac/WDR/SF DRS.[16]
- 2023: MPS – Die Legende lebt, Deutschland, 75 Min., Buch und Regie: Sascha Schmidt, Produktion: Zentralfilm.[17]